# 3rd
3rd es el tercer sencillo de la banda finlandesa de rock alternativo The Rasmus, lanzado en 1996 por el sello Warner Music Finlandia. El sencillo contiene dos pistas extraídas del álbum Peep.
3rd es solo el nombre del sencillo, al igual que sus dos predecesores 1st y 2nd, ya que no existe un tema de la banda con dicho título. 
Fue el último sencillo lanzado del álbum Peep y las características de las pistas "Ghostbusters" y "loco". Ambas canciones se han extraído del álbumPeep. Pasó # 8 en la Finnish Singles Chart ese mismo año.

## Lista de canciones
1. "Ghostbusters" (Cover de Ray Parker Jr.) - 3:35
2. "Fool" - 3:42